# Carapoia paraguaensis
Carapoia paraguaensis is een spinnensoort uit de familie trilspinnen (Pholcidae). De soort komt voor in Venezuela, Guyana en Brazilië en is de typesoort van het geslacht Carapoia.